# Маккафри, Пит
Джон Пол «Пит» Маккафри (англ. John Paul "Pete" McCaffrey; 24 января 1938 года, Тусон, штат Аризона, США — 4 марта 2012 года, Беллэйр, штат Флорида, США) — американский баскетболист, чемпион Олимпийских игр в Токио (1964).

## Спортивная карьера
С конца 1950-х годов играл за сборную Университета Сент-Луиса, затем в конференции ААУ за клуб Goodyear Wingfoots, с которым трижды становился победителем студенческого чемпионата США (1962—1964). В 1963 году в составе национальной сборной США занял четвёртое место на чемпионате мира в Бразилии, а через год — стал обладателем золотой медали Летних Олимпийских игр в Токио.
По завершении баскетбольной карьеры занимался бизнесом в компании Goodyear в Акроне, штат Огайо.